# Grand Prix Belgie 1980
Grand Prix Belgie 1980 (oficiálně XXXVIII GROTE PRIJS VAN BELGIE) se jela na okruhu Zolder v Limburk v Belgii dne 4. května 1980. Závod byl pátým v pořadí v sezóně 1980 šampionátu Formule 1.

## Kvalifikace
| Poř.   | No. | Jezdec                | Konstruktér     | Čas     | Ztráta  |
| ------ | --- | --------------------- | --------------- | ------- | ------- |
| 1      | 27  | Alan Jones            | Williams-Ford   | 1:19.12 | —       |
| 2      | 25  | Didier Pironi         | Ligier-Ford     | 1:19.35 | + 0.23  |
| 3      | 26  | Jacques Laffite       | Ligier-Ford     | 1:19.69 | + 0.57  |
| 4      | 28  | Carlos Reutemann      | Williams-Ford   | 1:19.79 | + 0.67  |
| 5      | 15  | Jean-Pierre Jabouille | Renault         | 1:19.89 | + 0.77  |
| 6      | 16  | René Arnoux           | Renault         | 1:19.89 | + 0.77  |
| 7      | 5   | Nelson Piquet         | Brabham-Ford    | 1:20.23 | + 1.11  |
| 8      | 12  | Elio de Angelis       | Lotus-Ford      | 1:20.96 | + 1.84  |
| 9      | 3   | Jean-Pierre Jarier    | Tyrrell-Ford    | 1:21.36 | + 2.24  |
| 10     | 66  | Patrick Depailler     | Alfa Romeo      | 1:21.45 | + 2.33  |
| 11     | 4   | Derek Daly            | Tyrrell-Ford    | 1:21.51 | + 2.39  |
| 12     | 2   | Gilles Villeneuve     | Ferrari         | 1:21.54 | + 2.42  |
| 13     | 30  | Jochen Mass           | Arrows-Ford     | 1:21.55 | + 2.43  |
| 14     | 1   | Jody Scheckter        | Ferrari         | 1:21.58 | + 2.46  |
| 15     | 10  | Jan Lammers           | ATS-Ford        | 1:21.72 | + 2.60  |
| 16     | 29  | Riccardo Patrese      | Arrows-Ford     | 1:21.75 | + 2.63  |
| 17     | 11  | Mario Andretti        | Lotus-Ford      | 1:22.07 | + 2.95  |
| 18     | 23  | Bruno Giacomelli      | Alfa Romeo      | 1:22.20 | + 3.08  |
| 19     | 8   | Alain Prost           | McLaren-Ford    | 1:22.26 | + 3.14  |
| 20     | 7   | John Watson           | McLaren-Ford    | 1:22.57 | + 3.45  |
| 21     | 21  | Keke Rosberg          | Fittipaldi-Ford | 1:22.97 | + 3.85  |
| 22     | 6   | Ricardo Zunino        | Brabham-Ford    | 1:23.18 | + 4.06  |
| 23     | 14  | Tiff Needell          | Ensign-Ford     | 1:23.50 | + 4.38  |
| 24     | 20  | Emerson Fittipaldi    | Fittipaldi-Ford | 1:24.22 | + 5.10  |
| 25     | 17  | Geoff Lees            | Shadow-Ford     | 1:24.37 | + 5.25  |
| 26     | 18  | David Kennedy         | Shadow-Ford     | 1:24.64 | + 5.52  |
| 27     | 31  | Eddie Cheever         | Osella-Ford     | 1:40.06 | + 20.94 |
| Zdroj: |     |                       |                 |         |         |

## Závod
| Poř.   | No. | Jezdec                | Konstruktér     | Počet kol | Čas/Odstoupení | Pořadí na startu | Body |
| ------ | --- | --------------------- | --------------- | --------- | -------------- | ---------------- | ---- |
| 1      | 25  | Didier Pironi         | Ligier-Ford     | 72        | 1:38:47.4      | 2                | 9    |
| 2      | 27  | Alan Jones            | Williams-Ford   | 72        | +47.37         | 1                | 6    |
| 3      | 28  | Carlos Reutemann      | Williams-Ford   | 72        | +84.12         | 4                | 4    |
| 4      | 16  | René Arnoux           | Renault         | 71        | +1 kolo        | 6                | 3    |
| 5      | 3   | Jean-Pierre Jarier    | Tyrrell-Ford    | 71        | +1 kolo        | 9                | 2    |
| 6      | 2   | Gilles Villeneuve     | Ferrari         | 71        | +1 kolo        | 12               | 1    |
| 7      | 21  | Keke Rosberg          | Fittipaldi-Ford | 71        | +1 kolo        | 21               |      |
| 8      | 1   | Jody Scheckter        | Ferrari         | 70        | +2 kola        | 14               |      |
| 9      | 4   | Derek Daly            | Tyrrell-Ford    | 70        | +2 kola        | 11               |      |
| 10     | 12  | Elio de Angelis       | Lotus-Ford      | 69        | Motor          | 8                |      |
| 11     | 26  | Jacques Laffite       | Ligier-Ford     | 68        | +4 kola        | 3                |      |
| 12     | 9   | Jan Lammers           | ATS-Ford        | 64        | Motor          | 15               |      |
| NC     | 7   | John Watson           | McLaren-Ford    | 61        | Neklasifikován | 20               |      |
| Ret    | 29  | Riccardo Patrese      | Arrows-Ford     | 58        | Motor          | 16               |      |
| Ret    | 11  | Mario Andretti        | Lotus-Ford      | 41        | Motor          | 17               |      |
| Ret    | 22  | Patrick Depailler     | Alfa Romeo      | 38        | Výfuk          | 10               |      |
| Ret    | 5   | Nelson Piquet         | Brabham-Ford    | 32        | Motor          | 7                |      |
| Ret    | 8   | Alain Prost           | McLaren-Ford    | 29        | Převodovka     | 19               |      |
| Ret    | 20  | Emerson Fittipaldi    | Fittipaldi-Ford | 16        | Elektronika    | 24               |      |
| Ret    | 14  | Tiff Needell          | Ensign-Ford     | 12        | Motor          | 23               |      |
| Ret    | 23  | Bruno Giacomelli      | Alfa Romeo      | 11        | Zavěšení       | 18               |      |
| Ret    | 6   | Ricardo Zunino        | Brabham-Ford    | 5         | Převodovka     | 22               |      |
| Ret    | 30  | Jochen Mass           | Arrows-Ford     | 1         | Motor          | 13               |      |
| Ret    | 15  | Jean-Pierre Jabouille | Renault         | 1         | Spojka         | 5                |      |
| DNQ    | 17  | Geoff Lees            | Shadow-Ford     |           |                |                  |      |
| DNQ    | 18  | David Kennedy         | Shadow-Ford     |           |                |                  |      |
| DNQ    | 31  | Eddie Cheever         | Osella-Ford     |           |                |                  |      |
| Zdroj: |     |                       |                 |           |                |                  |      |

## Průběžné pořadí po závodě
Pohár jezdců
| Pořadí | Jezdec           | Body |
| ------ | ---------------- | ---- |
| 1      | René Arnoux      | 21   |
| 2      | Alan Jones       | 19   |
| 3      | Nelson Piquet    | 18   |
| 4      | Didier Pironi    | 17   |
| 5      | Riccardo Patrese | 7    |
| Zdroj: |                  |      |

Pohár konstruktérů
| Pořadí | Konstruktér   | Body |
| ------ | ------------- | ---- |
| 1      | Williams-Ford | 25   |
| 2      | Ligier-Ford   | 23   |
| 3      | Renault       | 21   |
| 4      | Brabham-Ford  | 18   |
| 5      | Arrows-Ford   | 8    |
| Zdroj: |               |      |